# Hantumhuzen
Hantumhuzen (niederländisch Hantumhuizen) ist ein Dorf in der Gemeinde Noardeast-Fryslân in der niederländischen Provinz Friesland. Es befindet sich nördlich von Dokkum und hat 220 Einwohner (Stand: 1. Januar 2024). Der Name des Dorfes bedeutet, dass Häuser bei Hantum stehen.
Hantumhuzen ist im Mittelalter auf einer hohen Warft entstanden, die aber bereits am Ende des 19. Jahrhunderts abgetragen war. Außerdem gibt es in Hantumhuzen eine Kirche aus dem 13. Jahrhundert, die teilweise von der Romanik und teilweise von der Gotik beeinflusst ist.

## Einzelnachweis
1. 1 2  Kerncijfers wijken en buurten 2024. In: StatLine. CBS, 14. Oktober 2024, abgerufen am 17. Oktober 2024.